# Мания величия
Мания величия е дебютният албум на руската хевиметъл група Ария. Текстовете на песните в него са написани от поетът Александър Елин, с изключение на песента „Тореро“, чийто текст е на Маргарита Пушкина.

## История на създаването
Албумът е записан в края на 1985. Името е взето от инструментала „Мания величия“, композиран от Кирил Покровский. В композирането на песните от албума участват всички музиканти без барабаниста Александър Лвов. В песента „Волонтер“ освен вокалът Валерий Кипелов пеят Покровский и китаристът Владимир Холстинин. Това е единственият албум на „Ария“, попаднал в сборника „100 албума на съветския рок“.
Мания величия е издаден от звукозаписна компания чак през 1994, когато това прави Moroz Records. През 2001-2002 оригиналният състав на групата и оркестър Глобалис изнасят турне, в което изпълняват повечето от песните в албума.

## Списък на песните
- 1. Это Рок
- 2. Тореро
- 3. Волонтёр
- 4. Бивни Чёрных Скал
- 5. Мания Величия (инструментал)
- 6. Жизнь Задаром
- 7. Мечты
- 8. Позади Америка